# Grolsch

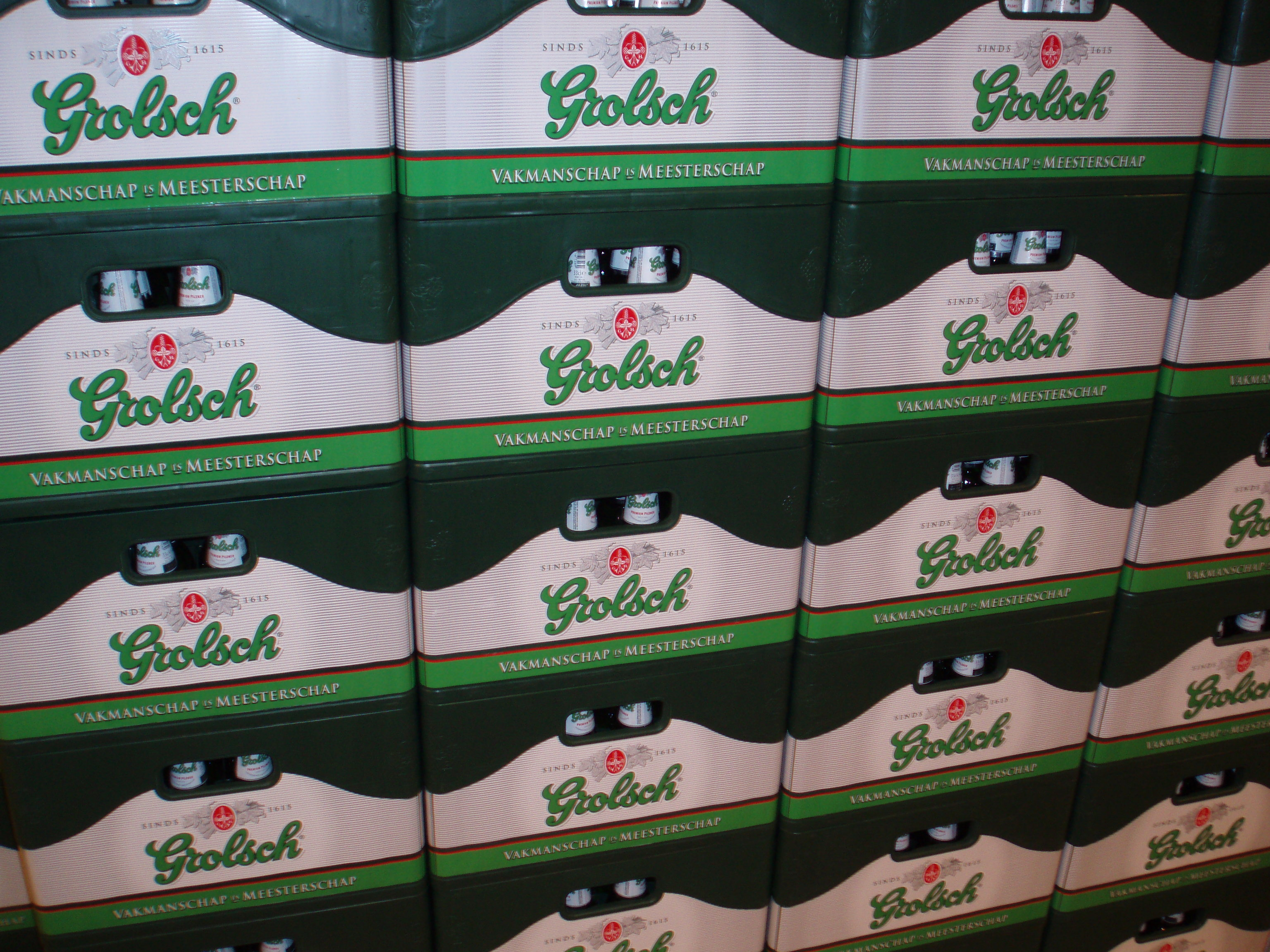
Grolsch öl.

Grolsch (Koninklijke Grolsch N.V. eller Royal Grolsch N.V.) är ett nederländskt bryggeri som är mest känt för sin pilsner som ursprungligen bryggdes i Groenlo. Det Grolschska bryggeriet i Groenlo har bryggt sitt öl sedan år 1615. Staden Groenlo var tidigare känt under namnet Grolle, därmed namnet Grolsch.
Numera bryggs den i Enschede.